# 拉纳·哈米尔·辛格
拉納·哈米尔·辛格（1957年3月11日—）是一名巴基斯坦政治家，是阿马科特的第26任印度教拉纳，他是信德省议会成员。 他是家裏5个孩子中的一个。他是歐邁爾果德的拉傑普特人印度教统治者，也被称为拉納·薩希卜。

## 家庭
他的祖父拉纳·安琼·辛格在1946年通過全印穆斯林联盟的平台上参加了选举。他的父亲拉纳·錢德拉·辛格是巴基斯坦人民党的元老之一，但在1990年离开该党，成立了巴基斯坦印度教党。他有一个儿子，坎華·卡尼·辛格，2015年嫁给了斋浦尔的卡诺塔·拉索尔王室。 他的家庭是巴基斯坦信德省一個信奉印度教的拉傑普特人。 他于2020年4月30日被诊断出患有2019年冠状病毒病，现在已经痊愈。

## 政治生涯
哈米尔·辛格曾三次担任信德省议员。1990年，他从巴基斯坦印度教政党的政纲中当选，为少数民族单独选举选民。1993年，他担任灌溉科学技术和研究部长。他一直担任信德省干旱地区发展局副主席。